# 조던 라슨
조던 퀸 라슨(영어: Jordan Quinn Larson, 1986년 10월 16일 ~ )은 미국의 배구 선수로 포지션은 레프트이다. 현재 중국 배구 슈퍼 리그의 클럽인 상하이 브라이트 유베스트 소속으로 뛰고 있다.

## 수상 경력

### 국가대표팀
- 미국 여자 배구 국가대표팀 (2009-2021)
  - 올림픽
    -  우승 (1회) : 2020
    -  준우승 (2회) : 2012, 2024
    -  3위 (1회) : 2016

  - 세계선수권
    -  우승 (1회) : 2014

  - 월드컵
    -  준우승 (2회) : 2011, 2019
    -  3위 (1회) : 2015

  - 그랜드챔피언스컵
    -  준우승 (1회) : 2013
    -  3위 (1회) : 2017

  - 월드그랑프리
    -  우승 (3회) : 2010, 2011, 2015
    -  준우승 (1회) : 2016

  - 네이션스리그
    -  우승 (3회) : 2018, 2019, 2021

### 개인 클럽
- 바케라스 데 바야몬 (2009)
- WVC 디나모 카잔 (2009-2014)
  -  FIVB 여자 배구 클럽 세계 선수권
    -  우승 (1회) : 2014

  -  CEV 여자 배구 챔피언스리그
    -  우승 (1회) : 2013-14
    -  3위 (1회) : 2011-12
- 엑자시바시 비트라 (2014-2019)
  -  FIVB 여자 배구 클럽 세계 선수권
    -  우승 (2회) : 2015, 2016
    -  3위 (1회) : 2018

  -  CEV 여자 배구 챔피언스리그
    -  우승 (1회) : 2014-15
    -  3위 (1회) : 2016-17

  -  CEV 여자 배구 컵
    -  우승 (1회) : 2017-18

  - 터키 여자 배구 리그
    - 챔피언결정전
      -  준우승 (2회) : 2017-18, 2018-19
      -  3위 (2회) : 2014-15, 2015-16

    - 정규리그
      -  1위 (2회) : 2017-18, 2018-19
      -  3위 (3회) : 2014-15, 2015-16, 2016-17

  - 터키 여자 배구 컵
    -  우승 (1회) : 2018-19
    -  준우승 (1회) : 2017-18

  - 터키 여자 배구 수퍼컵
    -  우승 (2회) : 2018, 2019
- 상하이 여자 배구 클럽 (2019-)
  - 중국 여자 배구 리그
    - 챔피언결정전
      -  준우승 (1회) : 2019-20

    - 정규리그

### 개인 수상

#### 국가대표팀
- 미국 여자 배구 국가대표팀 (2009-2021)
  - 올림픽
    - MVP (1회)  : 2020
    - 베스트 아웃사이드 스파이커 (1회) : 2020

  - 그랜드챔피언스컵
    - 베스트 아웃사이드 스파이커 (1회) : 2017

#### 개인 클럽
- 바케라스 데 바야몬 (2009)
- WVC 디나모 카잔 (2009-2014)
- 엑자시바시 비트라 (2014-2019)
  -  FIVB 여자 배구 클럽 세계 선수권
    - MVP (1회) : 2015

  -  CEV 여자 배구 챔피언스리그
    - MVP (1회) : 2014-15
    - 블로킹상 (1회) : 2013-14
    - 리시브상 (1회) : 2011-12
- 상하이 여자 배구 클럽 (2019-)